# Richard Clayderman
Richard Clayderman est un pianiste français né le 28 décembre 1953 à Paris. Il a vendu à ce jour plus de 90 millions de disques, dont les compositions de Paul de Senneville, Olivier Toussaint et Marc Minier. Il a donné plus de 2 000 concerts dans le monde et a reçu plus de 340 disques d'or et de platine.

## Biographie
De son vrai nom Philippe Pagès, il est né le 28 décembre 1953 à Paris Fils d'un professeur d'accordéon de l'école de musique de Romainville, il commence l'étude du piano à l'âge de six ans dans la classe de madame Liévens, apprenant le solfège avec Robert Liévens, directeur de l'école et professeur de violoncelle, avant d'être admis au Conservatoire de Paris à 12 ans. À sa sortie, il travaille comme accompagnateur notamment de Christian Delagrange, Pierre Groscolas, Thierry Le Luron. Il est aussi musicien de scène. 
Sa vie prend un nouveau tournant avec la publication en 1976 d'un 45 tours intitulé Ballade pour Adeline, composé par le producteur Paul de Senneville : ce titre, avec une mélodie simple, devient en effet un succès mondial, avec plus de 22 millions de disques vendus dans 38 pays. Depuis, Clayderman a enregistré plus de 1 600 titres et demeure au fil des années l'un des artistes français les plus populaires à travers le monde, avec des ventes estimées à plus de 90 millions de disques. Au sommet de sa carrière, il a produit jusqu'à 200 concerts en 250 jours.
En 1997, grâce à plus de 1 500 concerts, il a déjà reçu quelque 61 disques de platine et 251 disques d'or.
Certains de ses concerts se déroulent devant vingt mille personnes, notamment à Pékin. Lors d'un de ses premiers concerts en Asie, à Shanghai en 1987, son concert est retransmis par toutes les télévisions asiatiques devant un nombre de téléspectateurs estimé à huit cents millions. Clayderman bénéficie d'une reconnaissance certaine dans les pays d'Extrême-Orient, notamment au Japon, à Taïwan et en Chine continentale et ses participations dans des shows de télévision, à travers le monde, sont estimées à plus de 700. Sa popularité en France s'est en revanche fortement essoufflée depuis les années 1980.

## Discographie

### Albums studio
- Richard Clayderman
- A comme amour / Les Fleurs sauvages (1978)
- Rêveries (1979)
- Lettre à ma mère (1979)
- Medley Concerto (1979)
- Les Musiques de l’amour (1980)
- Rondo pour un tout petit enfant (1981)
- Christmas (1982)
- Rêveries No. 2 (1982)
- Couleur Tendresse (1982)
- Les Rêves d'amour (alias A Dream of Love, 1983)
- Le Premier Chagrin d’Elsa (1983)
- Italie mon amour (1984)
- The Music of Love (1984)
- Cœur fragile (1984)
- Concerto (avec le Royal Philharmonic Orchestra, 1985)
- Divorce à Hollywood / Irreconcilable Differences (bande originale, 1985)
- From Paris with Love (1985)
- Les Sonates (avec Nicolas de Angelis, 1985)
- Hollywood and Broadway (1986)
- Romantic (1986)
- Eléana (1987)
- Songs of Love (1987)
- A Little Night Music (1988)
- Deutsche Volkslieder (avec Schöneberger Sängerknaben, 1988)
- Quel gran genio del mio amico – Richard Clayderman interpreta Lucio Battisti (1988)
- Romantic America (1988)
- Zodiacal Symphony (1988)
- The Love Songs of Andrew Lloyd Webber (1989)
- Amour Pour Amour (avec Berdien Stenberg, 1989)
- Il y a toujours du soleil au-dessus des nuages (avec James Last, 1990)
- My Classic Collection (1990)
- The Fantastic Movie Story of Ennio Morricone (1990)
- Anemos (1990)

### Albums en concert
- En concert (1981)
- À Pleyel (avec Nicolas de Angelis, 1983)
- Brasil Tour ’86 (Brazil, 1986)

## Dans la culture populaire
Richard Clayderman est souvent associé en France à une image de musique classique de faible qualité, voire de « musique d'ascenseur ».
Dans sa chanson Mon beauf', Renaud mentionne le pianiste : « Mon beauf / Y a dans sa discothèque tout Richard Clayderman / Y trouve ça super chouette, c'est l'Mozart du Walkman. »
Dans son sketch « La solitude », l'humoriste Muriel Robin incarne un personnage à la vie peu trépidante et mentionne le célèbre pianiste : « Comme j'adore la musique classique, je me suis offert l'intégrale de Clayderman ».[réf. nécessaire] Toujours chez les humoristes, Les Inconnus le parodient, et le pianiste est interprété par Bernard Campan.

## Notoriété à l'international
Richard Clayderman, mondialement célèbre, dispose une influence solide dans la sphère musicale à travers le monde.
Au Japon, il dispose d'une notoriété exemplaire. Il est particulièrement apprécié, voire même adulé, en Iran, surnommé "Prince de Romance"